# Arena (curta-metragem)
Arena é um filme português realizado por João Salaviza, produzido em 2009 pela Filmes do Tejo, financiado pelo ICA.
É uma curta-metragem, de dezasseis minutos, com elenco composto por Carloto Cotta e Cláudio Alexandre Rosa, 14h35min de 7 de janeiro de 2012 (UTC). A direção de fotografia é de Vasco Viana.
Em 24 de maio de 2009 ganhou a Palma de Ouro do Festival de Cannes 2009, para curta-metragem.